# Luis Vázquez
Luis Vázquez (Recreo, Santa Fe, 24 april 2001) is een Argentijns voetballer die doorgaans als spits speelt. Hij tekende in juli 2023 een contract bij RSC Anderlecht, dat hem overnam van Boca Juniors.

## Voetbalcarrière
In 2023 was Vázquez de vijfde zomeraanwinst voor Anderlecht na Kasper Dolberg, Louis Patris, Maxime Dupé en Justin Lonwijk. Op 26 juli kwam hij over van het Argentijnse Boca Juniors. De centrumspits tekende een contract voor vijf seizoenen.
3 Hey ·
4 Simić ·
5 N'Diaye ·
6 Augustinsson ·
7 Amuzu ·
10 Verschaeren ·
11 Hazard ·
12 Dolberg ·
14 Vertonghen ·
16 Kikkenborg ·
17 Leoni ·
18 Ashimeru ·
19 Angulo ·
20 Vázquez ·
21 Huerta ·
23 Rits ·
25 Foket ·
26 Coosemans ·
27 Edozie ·
29 Stroeykens ·
34 Adryelson ·
43 Dendoncker ·
42 Sardella ·
42 Goto ·
55 Kana ·
63 Vanhoutte ·
Coach: Besnik Hasi
· Assistent-coach: Michaelsen
· Keeperstrainer: Merz